# Каслри, Роберт Стюарт
Ро́берт Стю́арт, вико́нт Ка́слри, 2-й маркиз Лондонде́рри (Robert Stewart, Viscount Castlereagh, 2nd Marquess of Londonderry; 18 июня 1769[…], Дублин — 12 августа 1822[…], Лоринг-Холл, Большой Лондон) — консервативный британский политик ирландского происхождения, на протяжении десяти лет (1812—1822) занимавший пост министра иностранных дел. После падения Наполеона один из самых влиятельных людей Европы, представлял Великобританию на Венском конгрессе. Проповедовал политику «баланса сил», крайне неприязненно относился к России. Один из инициаторов унии Великобритании и Ирландии и создания Соединённого королевства.

## Ранние годы
Родился в семье богатого ирландского землевладельца, которому в 1796 году был присвоен титул маркиза Лондондерри, после чего Роберт, как его старший сын и наследник титула, получил титул учтивости виконт Каслри; он его носил большую часть жизни и только за год до смерти унаследовал у отца титул маркиза Лондондерри.
В детстве Роберт часто болел из-за чего его не хотели отпускать в Англию, а собирались отправить в Королевскую школу Армаг, находившуюся в Ирландии. Однако вмешался лорд Камден, любивший мальчика как родного внука, и настоял на обучении в колледже Святого Иоанна в Кембридже. От него не ожидали особых успехов, так как аристократы небрежно относились к учёбе, но он учился с большим усердием и получил наивысшие оценки за экзамены. Роберт покинул колледж из-за болезни. После возвращения из Ирландии обучение он не продолжил.
Юный Роберт симпатизировал американцам и французам, яро поддерживая идеи революции. Он поднимал тосты «за галльскую революцию», «за народ» и однажды даже «за верёвку, на которой стоит повесить короля», но после поездок во Францию (1792) и Бельгию (1793) его взгляды существенно изменились.
В 1790 году он был избран в парламент Ирландии и, на тот момент, симпатизировал вигам, а в 1795 году перешёл в лагерь тори.
В 1794 году, в возрасте 25 лет, Роберт женился на Амелии Хобарт, младшей дочери Джона Хобарта, 2-го графа Бакингемшира, бывшего посла в России и лорда-лейтенанта Ирландии. Современники находили Амелию привлекательной, умной и эксцентричной особой.
В 1798—1801 годах как главный секретарь по делам Ирландии продвигал идею унии этой страны с Великобританией, в результате которой Ирландия лишилась парламентской автономии. Вступив затем в палату общин, он поддерживал правительство Аддингтона, а в кабинете Питта в 1805 году стал министром по военным и колониальным делам.

## Министр по военным и колониальным делам
После смерти Питта он вместе с Каннингом стал во главе торийской оппозиции. Друг к другу, однако, они относились с недоверием и враждой; Каслри свысока смотрел на Каннинга, занимавшего до тех пор лишь второстепенные административные должности, а Каннинг презирал своего соперника за поддержку кабинета Аддингтона и за замену красноречия и политического такта системою избирательного подкупа и устрашения.
Тем не менее им обоим пришлось занять места рядом в кабинете герцога Портлендского, где с 1807 года Каслри заведовал министерством по военным и колониальным делам. Выступал за территориальное расширение Пруссии, чтобы противопоставить её Франции и России. Его излюбленной идеей был перенос боевых действий из Испании на север Европы, для чего была проведена пресловутая бомбардировка Копенгагена (1807). Неудача британского вторжения в Нидерланды имела последствием кабинетный кризис, а выяснение отношений между Каннингом и Каслри вылилось в дуэль, в ходе которой последний ранил первого в бедро (сентябрь 1809 года).

## Министр иностранных дел
В 1812 году Каслри вошёл в состав кабинета лорда Ливерпула и стал его влиятельнейшим членом. В эту эпоху наибольшего влияния торийской аристократии Каслри был руководителем иностранной политики, сначала направленной всецело к низвержению Наполеона I. После вторжения его в Россию он отказал Александру I в какой-либо поддержке. Он лично присутствовал на шатильонском съезде, вступил в Париж вместе с союзниками, принимал участие в Венском конгрессе, где тайно договорился действовать сообща с Австрией и Францией против России.
Исходя из представлений о пагубности любых революционных волнений, Каслри приветствовал возникновение Священного союза, стоял за вмешательство в дела Неаполя, Пьемонта и Испании с целью подавления народных движений. Внутри страны он усердно поддерживал все репрессивные меры кабинета. Подобная реакционная позиция делала из него удобную мишень для сатирических стрел революционных романтиков вроде Байрона и Шелли.
Готовясь к участию в Веронском конгрессе, Каслри (с 1821 года, после смерти отца, носивший титул маркиза Лондондерри) поддался очередному приступу паранойи, вызванной, возможно, сифилитическим менингитом. Кому-то из его недоброжелателей стало известно о посещении им борделя в компании мужчины, переодетого проституткой. Каслри пожаловался, что его шантажируют «тем же, что и епископа Клогерского», незадолго до этого попавшегося в отдельном кабинете паба с солдатом. У Роберта были серьёзные проблемы с ментальным здоровьем: его мучили приступы мании преследования, а также предполагают, что у него была депрессия, являвшаяся результатом постоянного переутомления. Опасаясь покушения на самоубийство, близкие отобрали у него пистолеты и острые предметы. 12 августа 1822 года, оставшись без присмотра в своём загородном доме, Каслри в припадке мании преследования ранил себя в горло перочинным ножом и скончался на месте. Коронер вынес вердикт о самоубийстве в невменяемом состоянии; отчёт о гибели маркиза Лондондерри напечатан в «Annual Register» за 1822 год сразу после дела о лишении Клогера кафедры. Его место в кабинете перешло к Каннингу. Лорд Байрон отклинулся на известие о смерти министра эпиграммой:

О Кэстелри, ты истый патриот.

Герой Катон погиб за свой народ,

А ты отчизну спас не подвигом, не битвой —

Ты злейшего её врага зарезал бритвой.
Что? Перерезал глотку он намедни?

Жаль, что свою он полоснул последней!
Зарезался он бритвой, но заранее

Он перерезал глотку всей Британии.

## Образ в литературе и кино
- «Могила воина» (1939) — повесть Марка Алданова
- «Хромой дьявол» (Франция, 1948) — актёр Роджер Гэллард[фр.]